# Shiloh (Ohio)
Shiloh es una villa ubicada en el condado de Richland en el estado estadounidense de Ohio. En el Censo de 2010 tenía una población de 649 habitantes y una densidad poblacional de 275,67 personas por km².

## Geografía
Shiloh se encuentra ubicada en las coordenadas 40°58′8″N 82°36′8″O / 40.96889, -82.60222. Según la Oficina del Censo de los Estados Unidos, Shiloh tiene una superficie total de 2.35 km², de la cual 2.34 km² corresponden a tierra firme y (0.44%) 0.01 km² es agua.

## Demografía
Según el censo de 2010, había 649 personas residiendo en Shiloh. La densidad de población era de 275,67 hab./km². De los 649 habitantes, Shiloh estaba compuesto por el 97.84% blancos, el 0.62% eran afroamericanos, el 0.77% eran amerindios, el 0.31% eran asiáticos, el 0% eran isleños del Pacífico, el 0% eran de otras razas y el 0.46% pertenecían a dos o más razas. Del total de la población el 0.46% eran hispanos o latinos de cualquier raza.